# Zgornja Savinjska dolina
Zgornja Savinjska dolina je dolina v porečju zgornjega toka reke Savinje.
Zgornja Savinjska dolina je tipična alpska pokrajina. V povirju Savinje na Solčavskem obsega Kamniško-Savinjske Alpe z alpskimi dolinami Matkov kot, Robanov kot, Logarsko dolino ter del Karavank z Olševo. Med visokimi alpskimi kraškimi planotami Golte, Menina planina in Dobrovlje sta vglobljeni gornjegrajska in mozirska kotlina. Na koncu mozirske kotline se dolina Savinje zoži pri Soteski (zaselek pri Ljubiji) ter se zatem razširi in preide v Spodnjo Savinjsko dolino.
Teritorialno obsega površino 507 km², v njej prebiva okoli 16.500 ljudi. V Zgornji Savinjski dolini so naslednje občine: Mozirje, Nazarje, Rečica ob Savinji, Gornji Grad, Ljubno, Luče, Solčava. 
Lahko se nanaša tudi na največjo stransko dolino Savinje - Zadrečko dolino. 